# Советская улица (Луганск)
Сове́тская улица (укр. Радя́нська вулиця) — улица Луганска.
Улица находится в Ленинском районе.
На улице располагаются: библиотека имени Горького, областной архив, гостиницы, колледж, бассейн, церковь, комплексы, магазины и аптеки.

## История

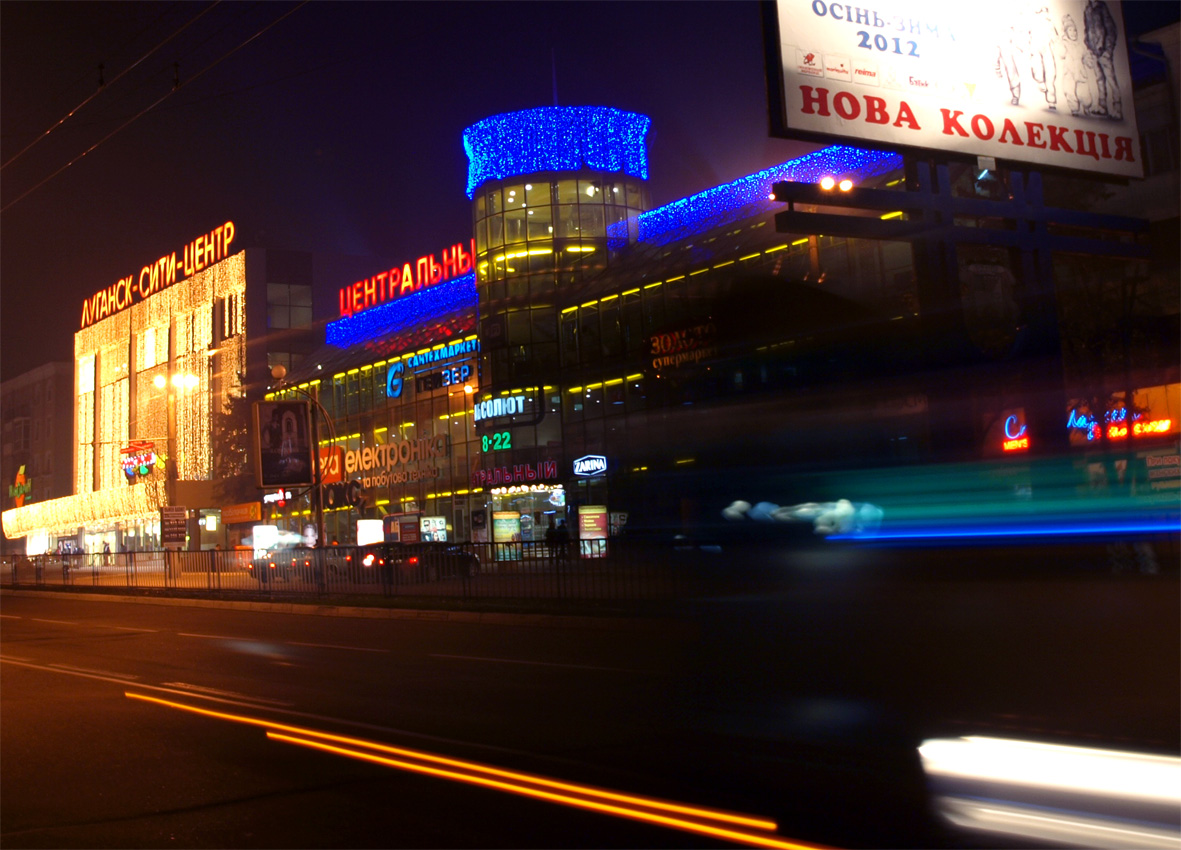
Центральный рынок

Улица создана в 1920 году, тогда это был край города.
С 1926 года по 1929 год улицу застроили жилыми домами.
В 1928 году на улице построена детская больница.
Первоначально улица называлась 5-й Донецкой улицей.
В январе 1930 года в честь 10-летия конца войны в Донбассе улицу переименовали в Алпатова.
В 1948 году Луганску выделили 19 млн рублей. На часть денег Советскую озеленили.
В 1950 году улица была центральной, поэтому её переименовали в Советскую.
В 1967 году на улице поставлен памятник в честь работников Луганска.
В 1970-е годы улица была одной из важнейших в Луганске.
С 1970 года по 1980 год на улице появились многоэтажные дома с шпилями.
В 2000 году отремонтирован магазин «Центральный».
В 2012 году основана церковь, которая в сумерки подсвечивается.
В 2016 году при входе в сквер Памяти был установлен монумент «Они отстояли Родину» работы скульптора В. А. Горбулина.
В 2023 году улица была реконструирована. 

## Галерея

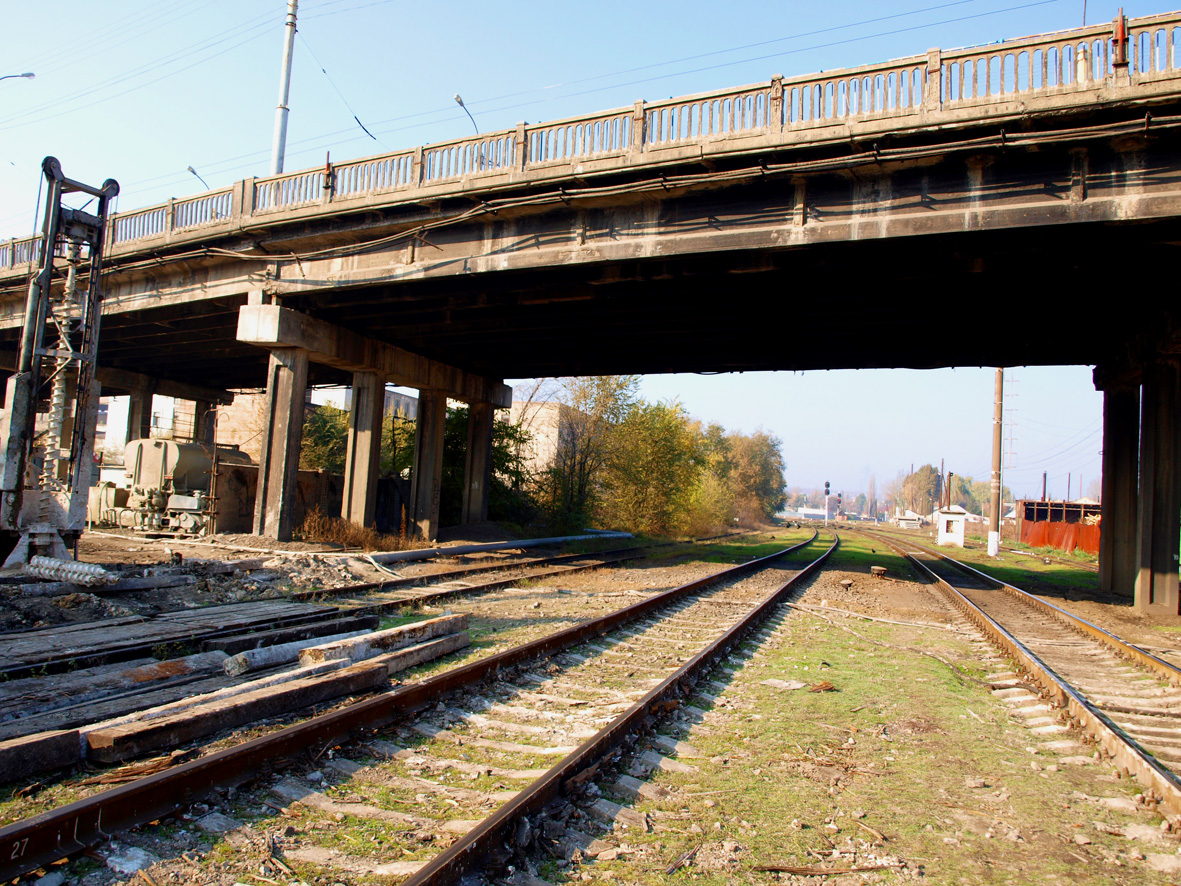
Мост
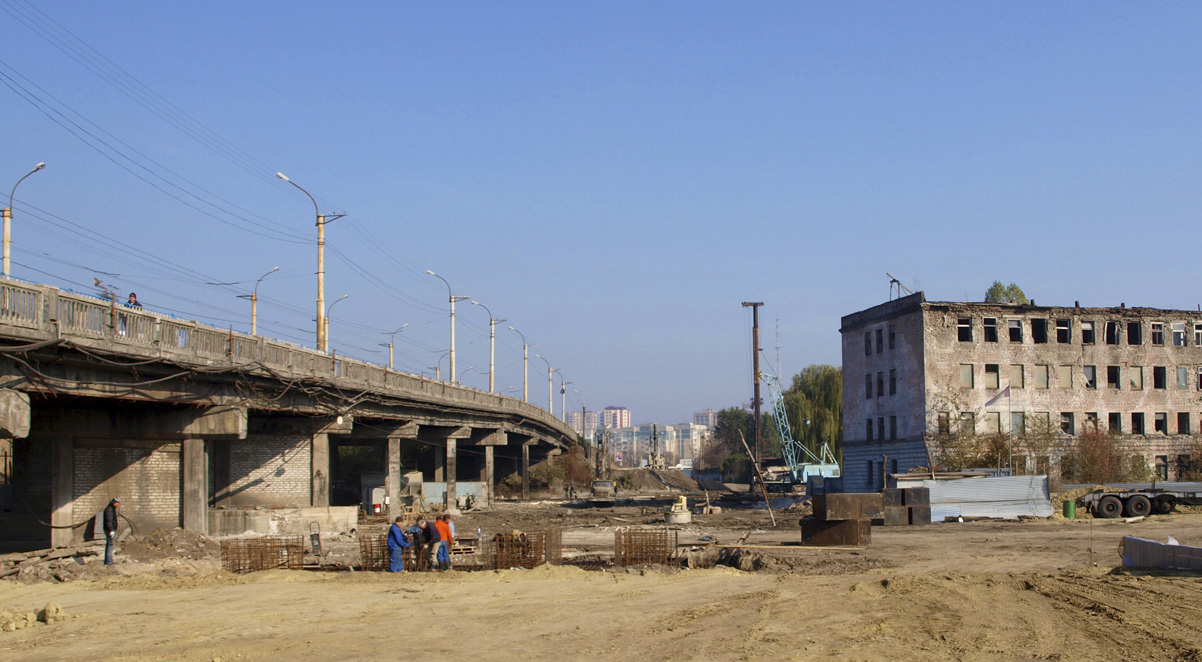
Мост
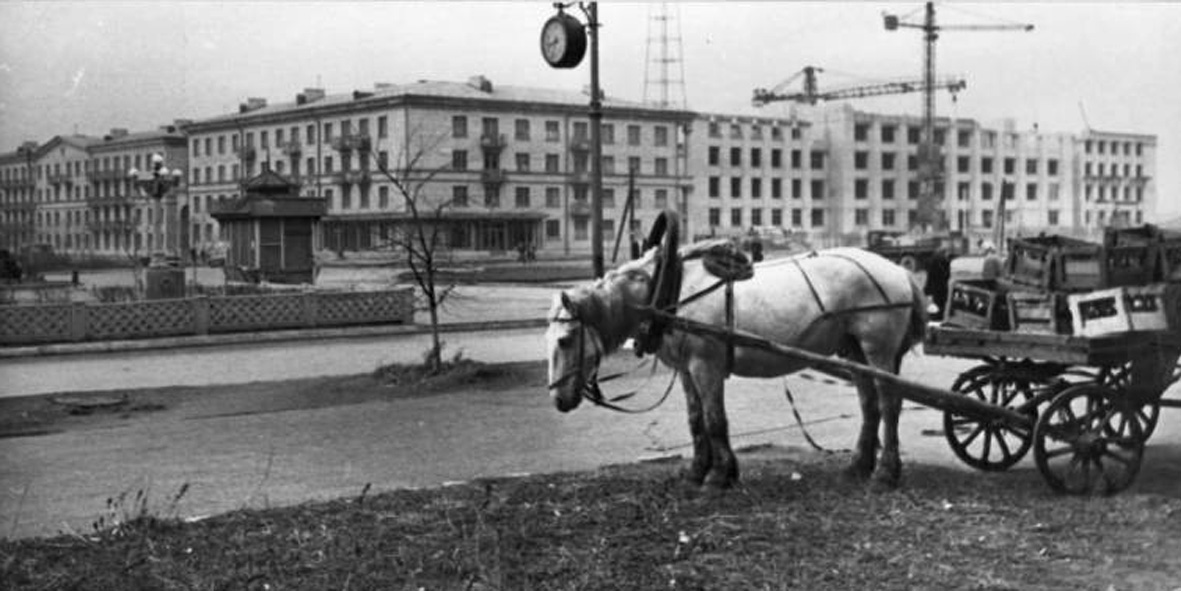
Площадь
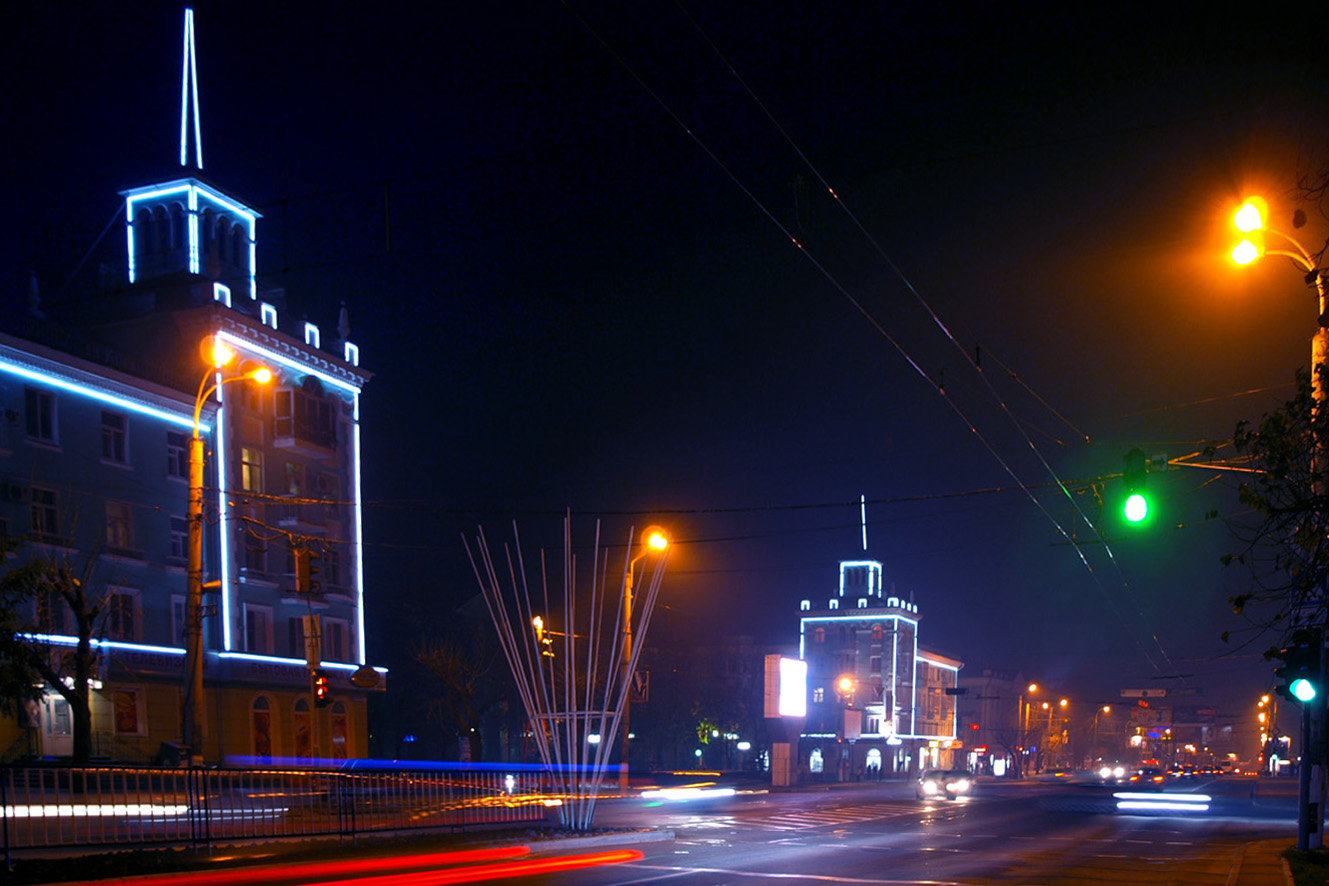
Здание